# Historia del guerrero y la cautiva
Historia del guerrero y la cautiva es el título de un cuento del escritor argentino Jorge Luis Borges. Aparece en el volumen El Aleph, de la editorial Losada. El texto sirve como uno de los ejemplos más claros de la literatura borgeana que permiten colocar al autor como escritor americano. En él destaca la innovación del lenguaje cuyas referencias son “americanas” y, además, registra con sus representaciones concomitantes,  una experiencia de América, pero libre de rasgos criollos y pintorescos.

## Argumento
Historia del guerrero y la cautiva es un relato escrito en una primera persona que designa al propio Borges. El narrador cuenta dos historias, en principio, diferentes. La primera narra el final de la vida de Droctulft, un lombardo bárbaro que murió defendiendo a Roma, o tal es el fragmento que pudo rescatar Pablo el Diácono; La fecha en la que ocurrió el suceso es incierta, dado que el mismo autor no sabe si ocurrió en el siglo VI, cuando los longobardos desolaron las llanuras de Italia; si en el VIII, antes de la rendición de Ravena pero decide optar por la primera fecha. En segunda instancia, cuenta la historia que le transmitió su abuela sobre una mujer inglesa que dejó todo para entregar su vida al desierto argentino.  
Borges extrae la historia de Droctulft de la página 278 de La poesía (Bari, 1942), una abreviatura que hizo Croce de un texto de Pablo el Diácono en la que incluye el epitafio del bárbaro Droctulft que fue gravado en su tumba por los romanos de Ravena: “contempsit caros, dum nos amat ille, parentes, Hanc patriam reputans esse, Ravenna, suam”. (Despreció a sus padres queridos [entiéndase : a su tribu], porque nos ama,/ Tomando a Ravena por patria suya). El autor comienza a relatar la historia de Droctulft a partir de esta abreviatura. Narra cómo Droctulft decide abandonar su bando por razones misteriosas durante el asedio de Ravena por parte de los lombardos. Después de tomar esta decisión, muere heroicamente al defender la ciudad romana del ataque de los suyos. Esta razón misma es por la que los romanos eligen dicha frase para su epitafio, que Borges a su vez transmite en las breves palabras: “ Tal fue la historia del destino de Droctulft, bárbaro que murió defendiendo a Roma”
En cambio, la historia de “la cautiva” la extrae de la memoria de su abuela. Cuenta que su abuelo Borges era jefe de las fronteras Norte y Oeste de Buenos Aires y Sur de Santa Fe. Continua narrando que "alguna vez, entre maravillada y burlona, mi abuela comentó su destino de inglesa desterrada a ese fin del mundo” Algunas personas le dijeron que no era la única y, meses después, le señalaron hacia una mujer india de pelo rubio y ojos grises. Un soldado le dice a la abuela que aquella mujer quería hablar con ella y esta acepta. Le hizo algunas preguntas y la mujer contestó con dificultad dado que hacía quince años que no practicaba su lengua materna, el inglés, y le era muy difícil recuperarlo. La mujer le contó que “era de Yorkshire, que sus padres emigraron a Buenos Aires, que los había perdido en un malón, que la habían llevado los indios y que ahora era mujer de un capitanejo, a quien había dado dos hijos y que era muy valiente”  Tras escuchar su historia, la abuela de Borges la intenta convencer de que no vuelva a ese mundo de barbarie pero ella le responde que era feliz y esa misma noche vuelve al desierto. Poco después, en la revolución de 1874 moriría su marido, Francisco Borges, y la abuela sintió la presencia de aquella mujer. 
En el último párrafo y, con el que concluye el cuento, explica como estas dos historias que ha elegido contar son una sola, la cara y la cruz de una misma moneda.

## Análisis
Es sabido que Borges conoce la primera parte de la historia porque la extrae de tres textos distintos pero que están relacionados entre sí y, al mismo tiempo, representan tres épocas históricas distintas. El primero –con el que comienza el cuento– está escrito por Croce en 1942, este resume el texto histórico de Pablo el Diácono escrito en el siglo VIII que, simultáneamente, incluye el epitafio romano ubicado en a tumba del bárbaro. Un par de líneas más adelante, el propio Borges resume también el fin de la vida de Droctulft. El hecho de que el destino de Droctulft esté narrado de esta forma, como si de un juego de muñecas rusas se tratara, presupone que existe un pasado compartido entre el lector moderno y estos personajes. Este conocimiento, adquirido –aunque sea de forma fragmentada– gracias a la producción de textos por parte de personajes como el propio Pablo el Diácono. De esta figura habla J.M. Wallace-Hadrill:

We should know comparatively little about the Lombards in Italy, and infiniteíy less about their earlier history, were it not that one of them—Paul the Deacon, son of Warnefrid—decided to follow the example of Jordanes, and write, as a Roman would, a prose account of his people's exploits.
J.M . Wallace-Hadrill

En cambio, si se observa la segunda parte de la narración uno puede darse cuenta de que la información no se conoce gracias a la citación de fuentes, sino que nace del recuerdo de un ser querido. Puede percibirse también que el proceso de transformación por el que pasan los dos personajes es opuesto: mientras que Droctulft abandona la barbarie para unirse a la civilización, la india inglesa proviene de la civilización y se adentra en la barbarie. Tras contarle su historia a la abuela de Borges, la india-inglesa afirma que ella es feliz y vuelve a su vida dedicada al desierto. El destino de ambas también puede abreviarse ya que las dos son cautivas en una vida lejana a la suya, “arrebatadas y transformadas por este continente implacable”.
En el propio cuento, Borges afirma que no está narrando dos historias independientes –la del guerrero por un lado y la de la cautiva por otro–, sino la historia en singular, de ahí que el título del cuento sea Historia del guerrero y la cautiva. El autor no habla de dos caminos distintos, uno que parte de la civilización y termina en la barbarie y un segundo que hace lo contrario, sino que presenta los procesos que median en la estructuración de nuevas culturas. El destino de ambos es el mismo: adentrarse en una cultura joven –tanto la italiana como la argentina– que con el transcurso del tiempo se convertirían en mundos nuevos. 
En este cuento Borges actúa como una figura análoga a la de Pablo el Diácono ya que escribe en un idioma estructurado –el español– al que intenta añadir nuevas imágenes propias de la experiencia americana, mientras que Pablo también habló de experiencias vitales en su lengua, el latín tardío. Los dos escritores se convierten en los codificadores de una parte de la memoria colectiva que habría desaparecido si no fuese por la labor de la escritura.